# Hany Mukhtar
Hany Abubakr Mukhtar (Berlino, 21 marzo 1995) è un calciatore tedesco di origini sudanesi, attaccante o ala del Nashville.

## Biografia
È nato a Berlino da madre tedesca e padre sudanese.

## Caratteristiche tecniche
È un trequartista che all'occorrenza può essere impiegato anche nel ruolo di ala destra e seconda punta; è un calciatore dalla spiccata agilità e buon equilibrio, abile nel cambio di passo e nelle conclusioni dalla distanza.

## Carriera

### Club
Ha esordito tra i professionisti con la maglia dell'Hertha Berlino durante la stagione 2012-2013.
Nel 2015 è stato acquistato dai portoghesi del Benfica.

### Nazionale
Ha giocato nelle nazionali giovanili tedesche Under-15, Under-16, Under-17, Under-18 ed Under-19; con quest'ultima nazionale nel 2014 ha anche vinto gli Europei di categoria.
Ha partecipato ai Mondiali Under-20 del 2015.
In seguito ha giocato anche nella nazionale tedesca Under-21.

## Statistiche
Statistiche aggiornate al 24 luglio 2025.
| Stagione              | Squadra               | Campionato            | Campionato | Campionato | Coppe nazionali | Coppe nazionali | Coppe nazionali | Coppe continentali | Coppe continentali | Coppe continentali | Altre coppe | Altre coppe | Altre coppe | Totale | Totale |
| Stagione              | Squadra               | Comp                  | Pres       | Reti       | Comp            | Pres            | Reti            | Comp               | Pres               | Reti               | Comp        | Pres        | Reti        | Pres   | Reti   |
| --------------------- | --------------------- | --------------------- | ---------- | ---------- | --------------- | --------------- | --------------- | ------------------ | ------------------ | ------------------ | ----------- | ----------- | ----------- | ------ | ------ |
| 2012-2013             | Hertha Berlino        | 2B                    | 7          | 0          | CG              | 0               | 0               | -                  | -                  | -                  | -           | -           | -           | 7      | 0      |
| 2013-2014             | Hertha Berlino        | BL                    | 10         | 0          | CG              | 1               | 0               | -                  | -                  | -                  | -           | -           | -           | 11     | 0      |
| 2014-gen. 2015        | Hertha Berlino        | BL                    | 0          | 0          | CG              | 0               | 0               | -                  | -                  | -                  | -           | -           | -           | 0      | 0      |
| Totale Hertha Berlino | Totale Hertha Berlino | Totale Hertha Berlino | 17         | 0          |                 | 1               | 0               |                    | 0                  | 0                  |             | 0           | 0           | 18     | 0      |
| gen.-giu. 2015        | Benfica               | PL                    | 1          | 0          | CdL             | 0               | 0               | UEL                | 0                  | 0                  | -           | -           | -           | 1      | 0      |
| 2015-2016             | Salisburgo            | BL                    | 13         | 1          | CA              | 2               | 0               | UEL                | 0                  | 0                  | -           | -           | -           | 15     | 1      |
| 2016-2017             | Brøndby               | SL                    | 29         | 6          | CD              | 5               | 2               | UEL                | 4                  | 1                  | -           | -           | -           | 38     | 9      |
| 2017-2018             | Brøndby               | SL                    | 36         | 10         | CD              | 5               | 0               | UEL                | 4                  | 0                  | -           | -           | -           | 45     | 10     |
| 2018-2019             | Brøndby               | SL                    | 29         | 6          | CD              | 3               | 0               | UEL                | 4                  | 1                  | -           | -           | -           | 36     | 7      |
| 2019-gen. 2020        | Brøndby               | SL                    | 12         | 2          | CD              | 0               | 0               | UEL                | 0                  | 0                  | -           | -           | -           | 12     | 2      |
| Totale Brøndby        | Totale Brøndby        | Totale Brøndby        | 106        | 24         |                 | 13              | 2               |                    | 12                 | 2                  |             | 0           | 0           | 131    | 28     |
| 2020                  | Nashville             | MLS                   | 15+3       | 4+1        | USOC            | 0               | 0               | -                  | -                  | -                  | -           | -           | -           | 18     | 5      |
| 2021                  | Nashville             | MLS                   | 31+2       | 16+3       | USOC            | 0               | 0               | -                  | -                  | -                  | -           | -           | -           | 33     | 19     |
| 2022                  | Nashville             | MLS                   | 33+1       | 23+0       | USOC            | 3               | 3               | -                  | -                  | -                  | -           | -           | -           | 37     | 26     |
| 2023                  | Nashville             | MLS                   | 34+2       | 15+0       | USOC            | 1               | 0               | -                  | -                  | -                  | LC          | 7           | 2           | 44     | 17     |
| 2024                  | Nashville             | MLS                   | 32         | 8          | USOC            | 0               | 0               | CCC                | 3                  | 1                  | LC          | 2           | 0           | 37     | 9      |
| 2025                  | Nashville             | MLS                   | 24         | 11         | USOC            | 1               | 0               | -                  | -                  | -                  | LC          | -           | -           | 25     | 11     |
| Totale Nashville      | Totale Nashville      | Totale Nashville      | 169+8      | 77+4       |                 | 5               | 3               |                    | 3                  | 1                  |             | 9           | 2           | 194    | 87     |
| Totale carriera       | Totale carriera       | Totale carriera       | 314        | 106        |                 | 21              | 5               |                    | 15                 | 3                  |             | 9           | 2           | 359    | 116    |

## Palmarès

### Club

#### Competizioni nazionali
- Campionato tedesco di seconda divisione: 1

Hertha Berlino: 2012-2013
- Campionato portoghese: 1

Benfica: 2014-2015
- Coppa di lega portoghese: 1

Benfica: 2014-2015
- Campionato austriaco: 1

Salisburgo: 2015-2016
- Coppa austriaca: 1

Salisburgo: 2015-2016
- Coppa danese: 1

Brøndby: 2017-2018

### Individuale
- MLS Best XI: 3

2021, 2022, 2023
- Capocannoniere della Major League Soccer: 1

2022 (23 reti)
- Premio MVP della Major League Soccer: 1

2022